# Moving Target Indication
Moving Target Indication, kurz MTI, ist ein aus dem englischen Sprachgebrauch kommender und weltweit verankerter Begriff aus dem Bereich Radar-Zielerfassung. Der „Moving Target Indicator“ (auch SBZ, Selektion beweglicher Ziele) bezeichnet eine Baugruppe zur „Festzielunterdrückung“ in Radar-Geräten. Da in dieser Baugruppe kohärente Signale verarbeitet werden, wird sie auch Kohärent-Kanal genannt.
Sich langsam oder gar nicht bewegende Objekte, z. B. Steine, Felsen etc., werden bei diesem MTI-Verfahren von der Darstellung auf dem „PPI-scope“, also dem Radar-Sichtschirm, ausgeblendet bzw. „unterdrückt“, es verbleiben nur sich relativ zum Radar bewegende Objekte in der Darstellung. Dies filtert Störungen, wie Landfahrzeuge, Eisenbahnen, andere metallisch reflektierende Objekte, auf Wunsch aus und erlaubt z. B. die Darstellung nur noch von Objekten, die schneller als eine vor-einstellbare Relativgeschwindigkeit zum Beobachterradar sind.
Es werden meist Dopplerfrequenzverfahren angewendet. Es gibt zwei Möglichkeiten, mit Hilfe der Dopplerfrequenz ein bewegtes Objekt von einem unbewegten zu unterscheiden:
- direktes Messen der Dopplerfrequenz (schnelle Fourieranalyse)
- indirektes Messen der Dopplerfrequenz durch Messung und Vergleich der Phasenlage.

## Dopplerfrequenz beim Radar

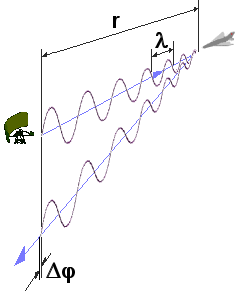
Dopplerverschiebung bei einem Radargerät

Der Doppler-Effekt tritt auch bei einem bewegten und durch ein Radargerät beobachteten Objekt (dem „Ziel“) auf. Die Frequenzverschiebung der Sendefrequenz durch den Doppler-Effekt ist ein Maß für dessen Radialgeschwindigkeit. Jedoch tritt bei einem Radargerät der Doppler-Effekt zweimal auf. Einmal auf dem Weg von der Radarantenne zum bewegten Objekt. Wenn ein Radarwarnempfänger im Flugzeug dieses Signal empfangen würde, dann wäre hier die Sendefrequenz plus einer Dopplerfrequenz messbar, weil das Flugzeug sich beispielsweise auf das Radargerät zubewegt. Das Signal mit dieser Frequenz wird nun an der Flugzeugoberfläche reflektiert. Diese reflektierte Energie (Sendefrequenz plus die Dopplerfrequenz des Hinweges) erfährt auf dem Rückweg ein zweites Mal eine Doppler-Verschiebung. Am Radarempfänger kommt also die doppelte Dopplerfrequenz an.
{\displaystyle f_{\text{D}}={\frac {2\cdot v_{\text{radial}}}{\lambda }}}
Als Ansatz zur Herleitung der Formel kann die Phasenverschiebung des hochfrequenten Signals als das Verhältnis der Wellenlänge des Radarsenders zu dem zurückgelegten Weg (2·r) der elektromagnetischen Welle genommen werden.

## Puls-Pair-Processing

Bei festen Zielen bleibt die Phasenlage innerhalb der Impulsperiode zeitlich gleich (links und rechts), während sie sich bei bewegten Zielen ständig ändert (Mitte). In Anlehnung an den ursprünglichen Tarnnamen „Laus“ nennt man den bipolaren Impuls auch „Läuschen“.

Wenn, sich das Flugzeug mit Radialgeschwindigkeit bewegt ändert sich auch von Sendeimpuls zu Sendeimpuls die Distanz r. Die Echosignale werden daher unterschiedlich schnell wieder empfangen, was eine Verschiebung des Echosignales innerhalb der Impulsperiode ergibt. Dies bewirkt auch, das die Phase des Echosignals, im Vergleich zu den vorherigen Impulsperioden, verschoben ist. 
Die Baugruppe Moving Target Indicator muss jetzt diese Phasenverschiebung erkennen können. Hierbei werden zwei bis drei Impulsperioden miteinander verglichen und Phasenunterschiede des Echosignals ausgewertet. Das Verfahren wird auch „puls-pair-processing“ (auf Deutsch: Zwischenperiodenkompensation) genannt. Bleibt die Phasenlage des Echosignals von Impulsperiode zu Impulsperiode konstant, handelt es sich um ein Festziel. Ist die Phasenlage veränderlich, dann ist es ein bewegtes Objekt.
Praktisch muss eine komplette Impulsperiode, also eine Auslenkung auf dem Sichtgerät, in einer geeigneten Baugruppe gespeichert werden, um sie mit der folgenden Impulsperiode zu vergleichen. Der Vergleich besteht bei zwei Impulsperioden aus einer einfachen Subtraktion und Verstärkung der Differenz. Zielzeichen, die keine Phasenverschiebung aufweisen, werden somit ausgelöscht. Zielzeichen, die sich bewegen, haben eine Phasenverschiebung und somit eine Amplitudendifferenz am Ausgang des Phasendetektors und werden auf dem Sichtgerät dargestellt.
In der Geschichte der Radargeräte wurde anfangs der Speicher als analoge Potenzialspeicherröhre ausgeführt, die eine gesamte Periode spiralförmig auf eine Cäsiumschicht geschrieben hat. Später wurden kleine Kondensatoren als Speicher verwendet: die Entfernung hier schon in kleinen digitalen Schritten (Rangecells) und die Amplitude noch analog als Kondensatorladung (Beispiel: PRW-13). Mit der Verwendung digitaler Speicher aus der Datenverarbeitung wurde diese Baugruppe völlig digital aufgebaut. Heute ist die gesamte Baugruppe oft nur noch ein Softwaremodul im Radar Data Processor, das aber im Programmablauf genau so arbeiten muss, wie ihr Hardwarevorgänger: speichern einer kompletten Impulsperiode und Vergleich der Amplituden mit der aktuellen Impulsperiode.

## Doppler-Filter
Eine Trennung der Echosignale von Clutter und von Zielen nach Frequenzen ist in analogen Systemen schwierig, da die auftretenden Dopplerfrequenzen im Verhältnis zur Sendefrequenz sehr klein sind. Erst in digitalen Signalverarbeitungssystemen können die auftretenden Dopplerfrequenzen getrennt und erkannt werden. Hier sind sowohl Tiefpass-Schaltungen („Zero-Dopplerfilter“ und „Clutter-Dopplerfilter“) als auch Filter mit vorgegebenen Frequenzen („Doppler-Filter“) nutzbar, die im Radarsystem eine bestimmte Radialgeschwindigkeit repräsentieren.
Die „Doppler-Filter“ werden für zum Beispiel acht verschiedene Dopplerfrequenzen zu einem Block parallel geschaltet und geben ein Ausgangssignal, wenn eine Dopplerfrequenz erkannt wird, die in das Filterschema passt. Moderne digitale Dopplerfilterbanken erreichen eine Anzahl von mehr als 1000 verschiedene parallele Filter. Auf diese Weise können auch besondere Ziele wie Hubschrauber in der Standschwebe erkannt und anhand ihres Dopplerspektrums identifiziert werden, die ein Gemisch aus verschiedenen Dopplerfrequenzen zurückstrahlen.

## Nachteile des Verfahrens
- Das Verfahren verringert die Empfindlichkeit des Empfangstraktes erheblich und sollte nur in den Bereichen eingeschaltet werden, in denen auch Clutter auftritt, zum Beispiel im Nahbereich oder in den unteren Höhenwinkeln (Low-Beam).
- Vom beobachtenden Radar weit entfernte Objekte, die tangential am Radar vorbeifliegen, haben eine zu kleine Radialgeschwindigkeit und werden somit ebenfalls unterdrückt.
- Durch die Periodizität der Schwingungen kann es vorkommen, dass die Phasenverschiebung des Echosignals ein ganzzahliges Vielfaches von 360° aufweist und somit nicht unmittelbar auffällt. Hier wird dann von einer Blindgeschwindigkeit gesprochen, die beim Puls-Pair-Processing durch zusätzliche Schaltungsmaßnahmen unterdrückt werden muss.
- große Volumenziele (Wolken) können durch den Wind ebenfalls eine Dopplerfrequenz erhalten und werden dann auch auf dem Display dargestellt. Eine Windkompensation kann dieses Problem teilweise beheben.
- Windkrafträder in der Nähe von Radargeräten stören empfindlich das Radarbild, weil durch die Bewegung der Windmühlenflügel eine starke Dopplerfrequenz erzeugt wird.
- Die Notwendigkeit, mehrere Impulsperioden in die gleiche Richtung zu senden, verursacht Probleme mit der Zeitbilanz von Radargeräten. Deswegen werden in modernen Radargeräten für das MTI-Verfahren oft stark verkürzte Impulsperioden verwendet, welches die Anwendung wieder auf den Nahbereich beschränkt.

## Geschichte
Das Verfahren wurde ursprünglich in Deutschland während des Zweiten Weltkriegs als Maßnahme zur Detektion einfliegender britischer Bomber entwickelt, nachdem es den Briten zeitweilig gelungen war, durch tonnenweise abgeworfene Düppel die deutschen Radaranlagen für die Feuerleitung nahezu wirkungslos zu machen (Operation Gomorrha). Durch Ausblenden der Sendefrequenz auf den Empfängergeräten wurde es möglich, die sich nicht nennenswert relativ zu den Geräten bewegenden Düppel auf den Bildschirmen auszublenden und so wieder klar die Bomber zu erkennen. Die Technik trug den Tarnnamen „Laus“ und ließ sich sowohl mit den orthogonalen Funkmessgeräten vom Typ Freya als auch den paraboloidförmigen Empfangsanlagen vom Typ Würzburg-Riese kombinieren („Freya-Laus“ bzw. „Würzlaus“). Für die bipolaren Impulse auf den Bildschirmen entstand daraus der anschauliche Begriff „Läuschen“. Bereits während des Krieges wurde auch eine zusätzliche Modifikation des Verfahrens entwickelt, um Düppel selbst bei großen Windgeschwindigkeiten zu identifizieren („Windlaus“).